# Saxifraga florulenta
Saxifraga florulenta – rodzaj rośliny zielnej, należącej do rodziny skalnicowatych. Roślina monokarpiczna, która po około trzydziestu, czterdziestu latach jeden raz zakwita i potem umiera. Rośnie w południowych Alpach.

## Morfologia

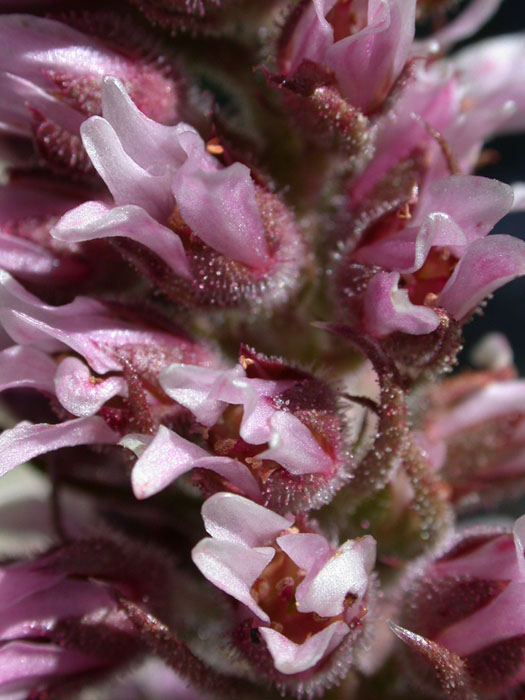
Kwiaty

LiścieSkrętoległe i tworzące przyziemną rozetę.
KwiatyObupłciowe, pięciokrotne, skupione po maksymalnie 300 w groniaste kwiatostany długości od 10 do 40 cm. Korona biało-różowa, dzwonkowata.
OwoceTorebki.

## Biologia i ekologia
Roślina zakwita raz w życiu po kilkudziesięciu latach (od około 30 do 75 lat). Kwiaty są owadopylne i rozwijają się od lipca do września. 
Oreofit. Roślina występuje na skałach gnejsowych, głównie na pionowych ścianach w górach na wysokości od 1700 do 3000 m n.p.m.

## Zagrożenia i ochrona
Gatunek chroniony jest przez Konwencję berneńską. Wymieniona w załączniku I do dyrektywy 92/43/EWG, załączniku II do dyrektywy 92/43/EWG, załącznik IV i załącznik I do krajowej ochrony z dnia 20 stycznia 1982.